# Thalassia testudinum
Thalassia testudinum är en dybladsväxtart som beskrevs av Joseph Banks, Daniel Carl Solander och K.D.Koenig. Thalassia testudinum ingår i släktet Thalassia och familjen dybladsväxter. IUCN kategoriserar arten globalt som livskraftig. Inga underarter finns listade.

## Bildgalleri

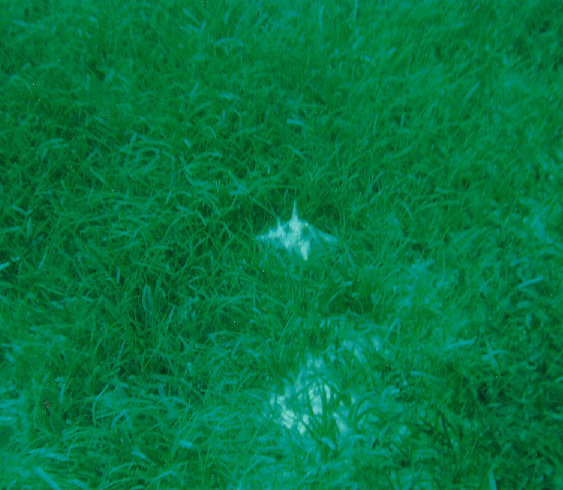